# Macrotrachela obtusa
Macrotrachela obtusa är en hjuldjursart som beskrevs av Haigh 1966. Macrotrachela obtusa ingår i släktet Macrotrachela och familjen Philodinidae. Inga underarter finns listade i Catalogue of Life.